# Bretigney-Notre-Dame
Bretigney-Notre-Dame è un comune francese di 110 abitanti situato nel dipartimento del Doubs nella regione della Borgogna-Franca Contea.

## Società

### Evoluzione demografica
Abitanti censiti